# Thorame-Haute
Thorame-Haute é uma comuna francesa na região administrativa da Provença-Alpes-Costa Azul, no departamento dos Alpes da Alta Provença. Estende-se por uma área de 108,35 km². Em 2010 a comuna tinha 249 habitantes (densidade: 2,3 hab./km²).